# Israeltjärnen
Israeltjärnen är en sjö i Östersunds kommun i Jämtland och ingår i Indalsälvens huvudavrinningsområde. Sjön har en area på 0,0594 kvadratkilometer och ligger 353,1 meter över havet. Sjön avvattnas av vattendraget Målån.

## Delavrinningsområde
Israeltjärnen ingår i det delavrinningsområde (702319-148433) som SMHI kallar för Ovan Bergmyrbäcken. Medelhöjden är 363 meter över havet och ytan är 17,57 kvadratkilometer. Det finns inga avrinningsområden uppströms utan avrinningsområdet är högsta punkten. Målån som avvattnar avrinningsområdet har biflödesordning 3, vilket innebär att vattnet flödar genom totalt 3 vattendrag innan det når havet efter 165 kilometer. Avrinningsområdet består mestadels av skog (73 procent) och sankmarker (19 procent). Avrinningsområdet har 0,19 kvadratkilometer vattenytor vilket ger det en sjöprocent på 1,1 procent.